# José Jabardo
José Jabardo Zaragoza (Azuqueca de Henares, Guadalajara, 3 de febrero de 1915-Benidorm, Alicante, 12 de abril de 1986) fue un ciclista profesional español cuyo único éxito deportivo lo obtuvo en 1942 cuando logró una victoria de etapa en la Vuelta a España, prueba en la que en la edición de 1941 logró la tercera plaza en la clasificación general final.

## Palmarés
1941
- 2º en la Vuelta a Navarra
- 3º en la Vuelta a España

1942
- 1 etapa de la Vuelta a España

## Resultados en Grandes Vueltas
| Carrera         | 1941 | 1942 |
| --------------- | ---- | ---- |
| Giro de Italia  | -    | -    |
| Tour de Francia | -    | -    |
| Vuelta a España | 3º   | 6º   |
| Mundial en Ruta | -    | -    |

-: no participa

Ab.: abandono